# Heimatschutzkommando 13
Das Heimatschutzkommando 13 war ein teilaktives Heimatschutzkommando des Heeres der Bundeswehr mit Sitz des Stabes in Eutin. Der Verband wurde 1970 ausgeplant, 1981 aufgelöst und unterstand dem Befehlshaber im Wehrbereich I.

## Geschichte

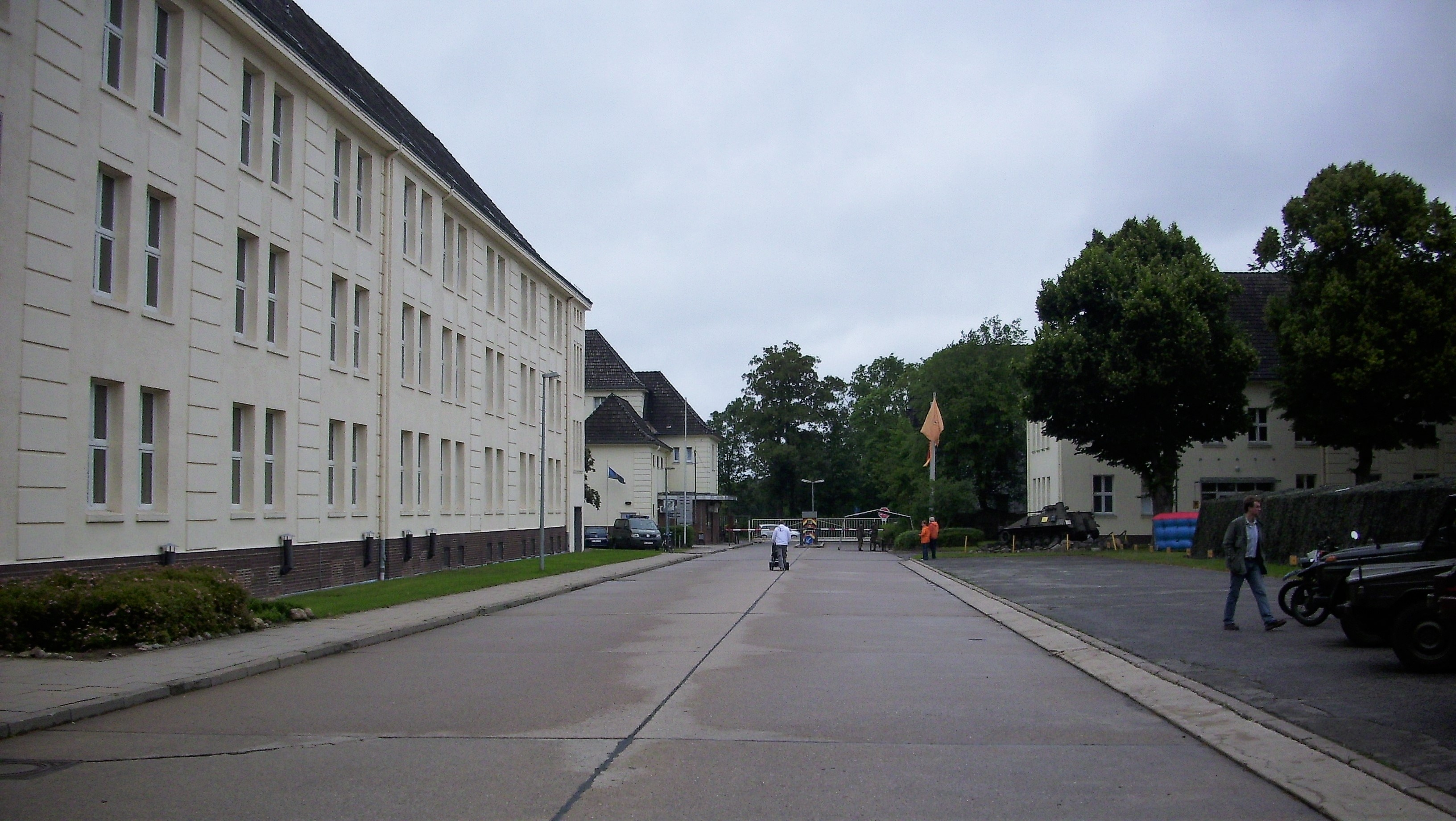
Sitz des Stabes war die Rettberg-Kaserne in Eutin

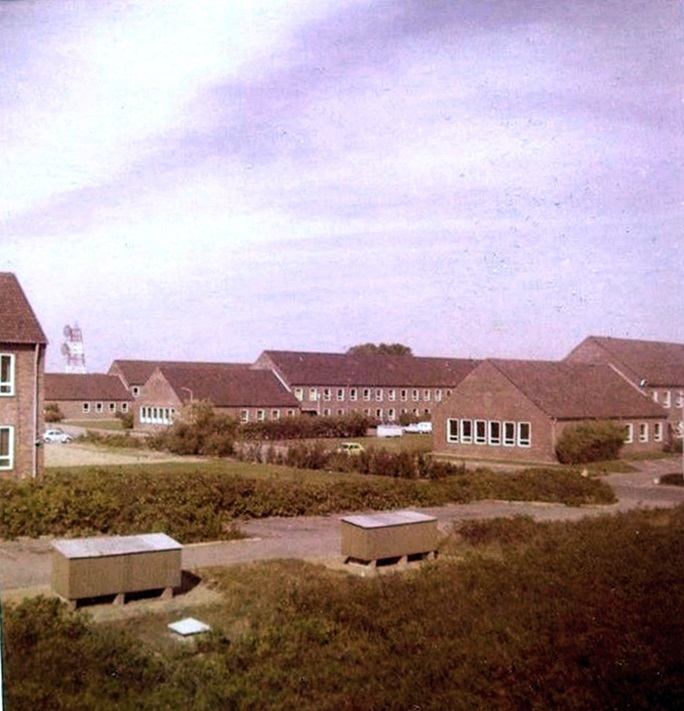
Briesen-Kaserne in Flensburg-Weiche

### Aufstellung
Das Heimatschutzkommando wurde 1970 zur Einnahme der Heeresstruktur III im Wehrbereich I bzw. als teilaktiver Truppenteil des Territorialkommandos Schleswig-Holstein aufgestellt.
Das Heimatschutzkommando war eines der sechs teilaktiven Heimatschutzkommandos des Territorialheeres. Nur ein Teil des Heimatschutzkommandos war im Frieden präsent. Im Spannungs- bzw. Verteidigungsfall konnte das Heimatschutzkommando durch einberufene Reservisten deutlich aufwachsen. Einige der unterstellten Bataillone und Kompanien waren dazu als nicht aktive Geräteeinheiten ausgeplant, die erst im Verteidigungsfall mobil gemacht worden wären. Dazu war deren Wehrmaterial im Frieden in Depots eingelagert oder musste als materiale Mob-Ergänzung aus zivilen Beständen eingezogen werden.
Aufgabe der Heimatschutzkommandos, die den Kern der Heimatschutztruppe des Territorialheeres bildeten, war unter anderem die Verteidigung des rückwärtigen Heeresgebietes, insbesondere die Sicherung wichtiger Infrastruktur wie Marschrouten, Häfen, Verkehrsknotenpunkte und Fernmeldeeinrichtungen. Im rückwärtigen Raum musste mit Luftlandetruppen, seegelandeten, durchgesickerten oder durchgebrochenen Feind gerechnet werden. Im Kern ähnelte das Heimatschutzkommando einer Jägerbrigade. Mobilität und Feuerkraft blieben durch den Mangel an geschützten Fahrzeugen, Artilleriesystemen und selbständigen Kompanien der Kampfunterstützungs- sowie Führungstruppen aber deutlich hinter den Brigaden des Feldheeres zurück, so dass das Heimatschutzkommando nur zeitlich und örtlich eng begrenzt Kampfaufträge hätte durchführen können und zum Gefecht der verbundenen Waffen nur bedingt befähigt war.
Im Frieden bildeten die unterstellten Ausbildungszentren Soldaten der Heimatschutztruppe aus.

### Auflösung
Zur Einnahme der Heeresstruktur IV wurde das Heimatschutzkommando zum 31. März 1981 außer Dienst gestellt. Personal und Material des außer Dienst gestellten Heimatschutzkommandos wurden zur Aufstellung der teilaktiven Heimatschutzbrigade 51 verwendet.

## Gliederung
Das Heimatschutzkommando gliederte sich in:
- Stab und Stabskompanie (Eutin) (gekadert)
  - Jägerregiment 38
    - Jägerbataillon 381 (Flensburg) (aktiv)
    - Jägerbataillon 382 (Geräteeinheit)
    - 1 Mörserkompanie (Geräteeinheit)
    - 2 Panzerjägerkompanien (Geräteeinheiten)

  - Jägerregiment 39
    - Jägerbataillon 391 (Putlos, später Oldenburg in Holstein) (aktiv)
    - Jägerbataillon 392 (Geräteeinheit)
    - 1 Mörserkompanie (Geräteeinheit)
    - 2 Panzerjägerkompanien (Geräteeinheiten)

  - 1 leichtes Pionierbataillon (Geräteeinheit)
  - 1 Versorgungsbataillon (Geräteeinheit)
  - 1 Feldersatzbataillon (Geräteeinheit)
  - 3 Ausbildungszentren

## Verbandsabzeichen

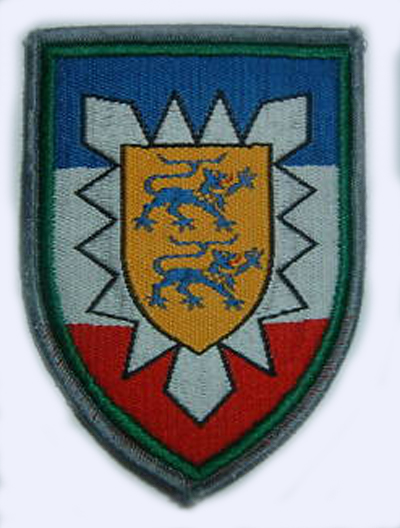
Gewebte Version des Verbandsabzeichens

Das Heimatschutzkommando führte ein Verbandsabzeichen mit folgender Blasonierung:
„Grün bordiert, geteilt zu Blau, Silber, Rot das silberne holsteinische Nesselblatt; diesem aufgelegt ein goldener Schild; darin zwei blaue, nach innen gewandte, rot bewehrte, schreitende Löwen.“
Das Verbandsabzeichen stellte die Verbindung zum Stationierungsraum her. Das Verbandsabzeichen ähnelte dem Wappen Schleswig-Holsteins. Die Schleswigschen Löwen symbolisierten den Landesteil Schleswig. Das Nesselblatt war Symbol für den Landesteil Holstein. Die Schildteilung entsprach der Flagge Schleswig-Holsteins. Der grüne Bord war typisch für alle Heimatschutzkommandos in der Heeresstruktur III. Grün war die Waffenfarbe der Jägertruppe, denn die Heimatschutzkommandos ähnelten im Kern Jägerbrigaden.
Das Verbandsabzeichen wurden vom „Nachfolgeverband“ Heimatschutzbrigade 51 fortgeführt. Das Verbandsabzeichen der 6. Panzergrenadierdivision ähnelte diesem Verbandsabzeichen sehr.

## Kommandeure
Das Heimatschutzkommando wurde durch folgende Stabsoffiziere kommandiert:
- Oberst Werner Manns (1. April 1970 – 30. September 1973)
- Oberst Gottfried Tornau (1. Oktober 1973 – 31. März 1979)
- Oberst Martin Czerwensky (1. April 1979 – 31. März 1981)